# Akureyrarflugvöllur
Akureyrarflugvöllur (IATA: AEY, ICAO: BIAR) is de internationale luchthaven van de stad Akureyri in de regio Norðurland eystra (Noordland oost), in het noordoosten van IJsland. De luchthaven ligt drie kilometer ten zuiden van het stadscentrum. De luchthaven bevindt zich op een hoogte van 2 meter boven het gemiddelde zeeniveau. Het heeft een start-en landingsbaan met een lengte van 2.400 m.

## Luchtvaartmaatschappijen en bestemmingen
| Luchtvaartmaatschappij | Bestemming                                      | Info             |
| ---------------------- | ----------------------------------------------- | ---------------- |
| easyJet                | Londen-Gatwick                                  | Seizoensgebonden |
| Edelweiss Air          | Zürich                                          | Seizoensgebonden |
| Icelandair             | Reykjavik                                       |                  |
| Norlandair             | Grimsey, Nerlerit Inaat, Vopnafjörður, Þórshöfn |                  |
| Transavia              | Amsterdam                                       | Seizoensgebonden |

## Galerij

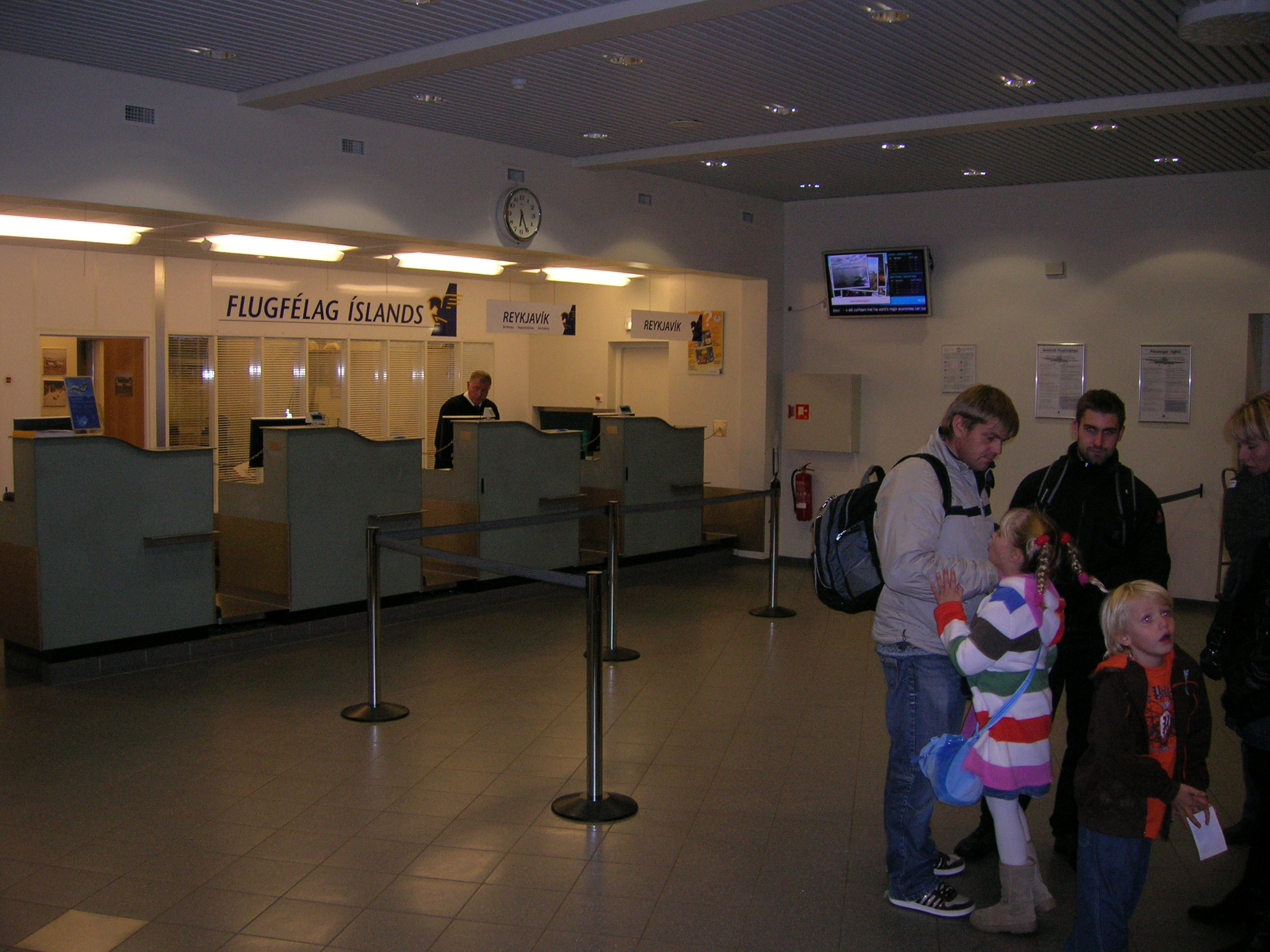
Check-in
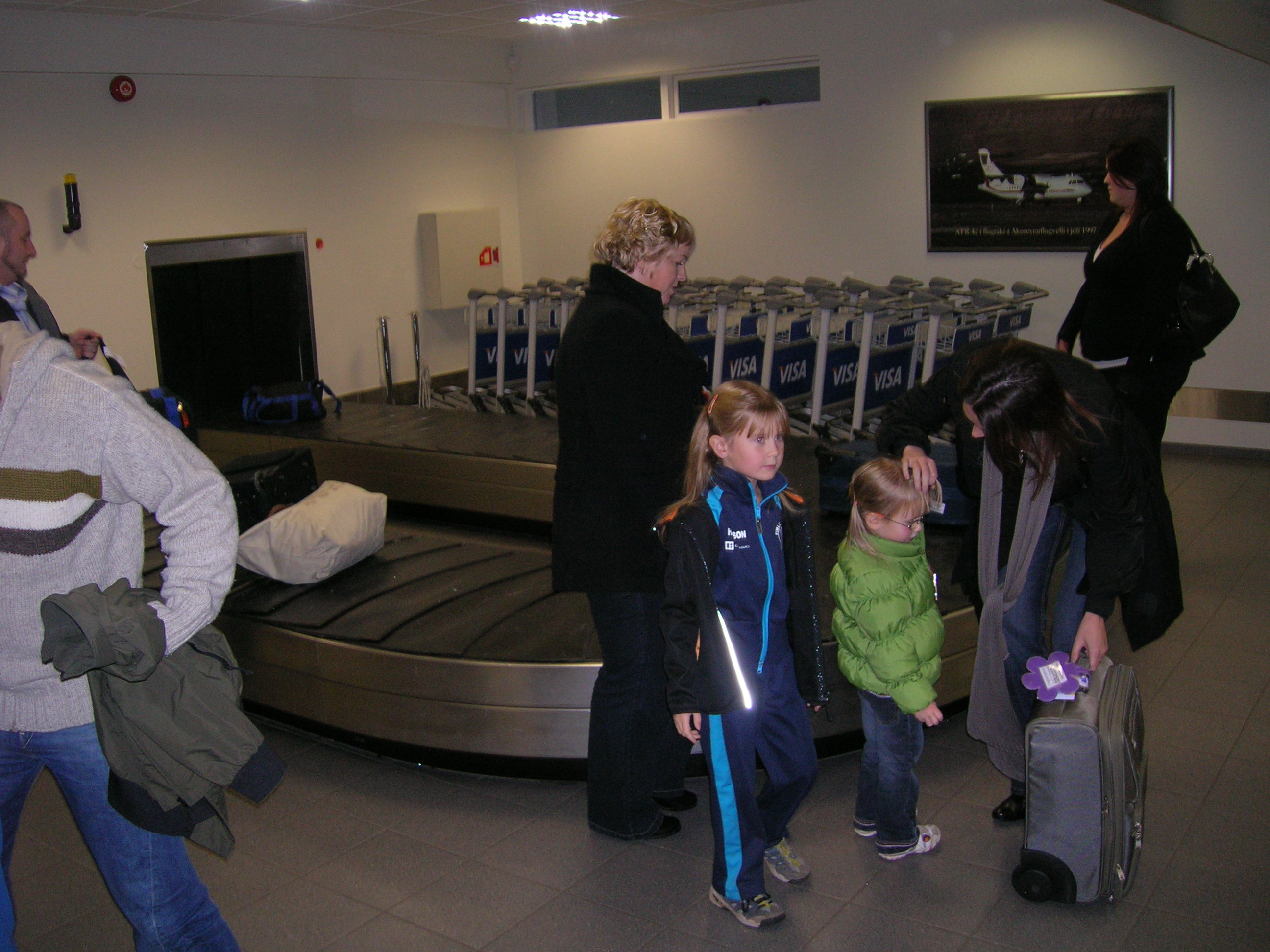
Aankomende koffers